# Bajos de Haina (ort)
Bajos de Haina är en ort i Dominikanska republiken. Den ligger i provinsen San Cristóbal, i den sydöstra delen av landet, 11 km söder om huvudstaden Santo Domingo. Bajos de Haina ligger 36 meter över havet och antalet invånare är 66 784. Den ligger vid sjön Laguna Nagá.
Terrängen runt Bajos de Haina är platt. Havet är nära Bajos de Haina åt sydost. Närmaste större samhälle är Santo Domingo, 10,5 km norr om Bajos de Haina.